# Booze Brothers
Booze Brothers es el segundo y último álbum del grupo británico Brewer's Droop. Grabado en 1973, no fue publicado hasta 1989 cuando Dave Edmunds, de Rockpile, trabajó sobre el material de la banda y lo sacó adelante. En la publicación, ayudó que dos de los músicos de Brewer's Droop, Mark Knopfler y Pick Withers, habían dado el salto a la fama gracias a la banda Dire Straits. Pick Withers, que era un percusionista colaborador habitual del estudio de Dave Edmunds, conoció a Mark Knopfler en la grabación de este álbum.

## Canciones
1. Where Are You Tonight?
2. Roller Coaster
3. You Make Me Feel So Good
4. My Old Lady
5. Sugar Baby
6. Rock Steady Woman
7. Louise
8. What's the Time
9. Midnight Special
10. Dreaming

## Personal
Steve Darrington - Teclados, clarinete, acordeón, saxofón y voz.

Dave Edmunds - Guitarra.

Gerry Hogan - Pedabro.

Mark Knopfler - Guitarra.

Steve Norchi - Bajo.

Bobby O'Walker - Percusión.

Alimony Slim - Guitarra y voz.

Derrick Timms - Bajo.

Pick Withers - Percusión. 

## Información técnica
1, 3, 6, Producidas por Kingsley Ward y Alimony Slim

2, 9, 10, Producidas por Dave Edmunds

4, 5, 8, Producidas por Kingsley Ward

7, Producidas por Dave Edmunds y Kingsley Ward

- Datos: Q7719379